# Governo Saracco
Il Governo Saracco è stato il trentottesimo esecutivo del Regno d'Italia, guidato da Giuseppe Saracco.  
Esso, nato in seguito alle dimissioni del governo precedente, è stato in carica dal 25 giugno 1900 al 15 febbraio 1901 (sebbene già dimissionario dal precedente 6 febbraio), per un totale di 235 giorni, ovvero 7 mesi e 21 giorni.

## Compagine di governo

### Appartenenza politica
| Partito | Partito          | Presidente | Ministri | Sottosegretari | Totale |
| ------- | ---------------- | ---------- | -------- | -------------- | ------ |
|         | Sinistra storica | 1          | 7        | 7              | 15     |
|         | Destra storica   | -          | 4        | 4              | 8      |

### Situazione parlamentare
NOTA: Nonostante questo governo sia stato effettivamente privato della fiducia (seppur indirettamente e tramite un ordine del giorno), ai tempi del Regno d'Italia, poiché secondo lo Statuto Albertino il governo rispondeva nei fatti al solo Re (il quale, dando egli stesso una prima fiducia al governo, aveva il potere di far resistere l’esecutivo ad un voto della Camera dei deputati, come volte fece), il rapporto con il Parlamento in senso moderno non era pienamente obbligatorio (ed in tal senso vari sono stati i casi di formazione o sopravvivenza di un governo palesemente privo di tale supporto), ma diveniva sempre più fondamentale. La prassi di determinare la sopravvivenza dell’esecutivo in base al supporto parlamentare, dunque, si è andata sviluppando si da questi momenti, ma stabilmente solo successivamente, specie con l’ascesa dei partiti di massa e con l’introduzione del sistema proporzionale, in tempi molto più tardi rispetto all’unità, ed ufficialmente solo con la Costituzione della Repubblica Italiana. Per questo motivo, il grafico sottostante espone, secondo ricostruzioni e dichiarazioni, nonché secondo la composizione del governo ed anche secondo il voto effettivamente subìto, il supporto che questo ha ottenuto.
Al momento della sua formazione, il 24 giugno 1900:
| Camera              | Collocazione | Partiti                                | Seggi     |
| ------------------- | ------------ | -------------------------------------- | --------- |
| Camera dei deputati | Maggioranza  | DEM/PLC-D. (296)                       | 296 / 508 |
| Camera dei deputati | Opposizione  | PLC (116), ER (34), PSI (33), PRI (29) | 212 / 508 |

Al momento della sua caduta, il 6 febbraio 1901:
| Camera              | Collocazione | Partiti                                                  | Seggi     |
| ------------------- | ------------ | -------------------------------------------------------- | --------- |
| Camera dei deputati | Maggioranza  | DEM/PLC-D.G. (102)                                       | 102 / 508 |
| Camera dei deputati | Opposizione  | PLC (116), DEM/PLC-D. (106), ER (34), PSI (33), PRI (29) | 318 / 508 |
| Camera dei deputati | Non votanti  | DEM/PLC-D. (92)                                          | 92 / 508  |

## Composizione
| Carica                                | Titolare                                                                            | Titolare                                             | Titolare                                                  | Sottosegretario                                                                           |
| Presidenza del Consiglio dei ministri | Presidenza del Consiglio dei ministri                                               | Presidenza del Consiglio dei ministri                | Presidenza del Consiglio dei ministri                     | Sottosegretario di Stato alla Presidenza del Consiglio                                    |
| ------------------------------------- | ----------------------------------------------------------------------------------- | ---------------------------------------------------- | --------------------------------------------------------- | ----------------------------------------------------------------------------------------- |
| Presidente del Consiglio dei ministri |                                                                                     |                                                      | Giuseppe Saracco (Sinistra storica)                       | Carica non assegnata                                                                      |
| Ministero                             | Ministri                                                                            | Ministri                                             | Ministri                                                  | Sottosegretario                                                                           |
| Affari Esteri                         |                                                                                     |                                                      | Emilio Visconti Venosta (Destra storica)                  | Guido Fusinato                                                                            |
| Agricoltura, Industria e Commercio    |                                                                                     |                                                      | Paolo Carcano (Sinistra storica)                          | Luigi Rava                                                                                |
| Lavori Pubblici                       |                                                                                     |                                                      | Ascanio Branca (Sinistra storica)                         | Ugo di Sant'Onofrio del Castillo                                                          |
| Interno                               |                                                                                     |                                                      | Giuseppe Saracco (Sinistra storica)                       | Leone Romanin Jacur                                                                       |
| Pubblica Istruzione                   |                                                                                     |                                                      | Nicolò Gallo (Sinistra storica)                           | Enrico Panzacchi                                                                          |
| Guerra                                |                                                                                     |                                                      | Coriolano Ponza di San Martino (Destra storica)           | Bonaventura Zanelli                                                                       |
| Marina                                |                                                                                     |                                                      | Enrico Costantino Morin (Sinistra storica)                | Luciano Serra                                                                             |
| Finanze                               |                                                                                     |                                                      | Bruno Chimirri (Destra storica)                           | Guido Pompilj                                                                             |
| Tesoro                                |                                                                                     |                                                      | Giulio Rubini (Destra storica) (fino al 21 dicembre 1900) | - Bonaldo Stringher (fino al 25 novembre 1900) - Gualtiero Danieli (dal 25 novembre 1900) |
| Tesoro                                | Bruno Chimirri (Destra storica) Ad interim (dal 21 dicembre 1900 al 7 gennaio 1901) |                                                      |                                                           | - Bonaldo Stringher (fino al 25 novembre 1900) - Gualtiero Danieli (dal 25 novembre 1900) |
| Tesoro                                |                                                                                     | Gaspare Finali (Destra storica) (dal 7 gennaio 1901) |                                                           | - Bonaldo Stringher (fino al 25 novembre 1900) - Gualtiero Danieli (dal 25 novembre 1900) |
| Grazia e Giustizia e Culti            |                                                                                     |                                                      | Emanuele Gianturco (Sinistra storica)                     | Nicola Balenzano                                                                          |
| Poste e Telegrafi                     |                                                                                     |                                                      | Alessandro Pascolato (Sinistra storica)                   | Luigi Borsarelli di Rifreddo                                                              |

## Cronologia

### 1900
- 24 giugno - Il governo giura dinnanzi al Re.
- 1º luglio - La proposta del governo di modificare il regolamento della Camera viene approvata a larga maggioranza (si astengono i sonniniani); da ora in poi la tattica dell'ostruzionismo parlamentare, seppur dichiarata regolare e possibile, diviene più difficile da effettuare.
- 29 luglio - Il Re Umberto I viene ucciso dall'anarchico Gaetano Bresci: il governo condannò fortemente il gesto ed ebbe l'appoggio di tutte le forze politiche, compresi i socialisti. Il governo, in seguito attua delle dimissioni di cortesia il giorno successivo, prontamente respinte dal nuovo Re, Vittorio Emanuele III.
- 18 dicembre - Il governo approva il decreto del prefetto di Genova Garroni, il quale decide lo scioglimento della Camera del Lavoro del capoluogo ligure in quanto essa era stata fondata senza autorizzazione e diffondeva messaggi, a detta del governo, anarchici. Seguiranno agitazioni e anche uno sciopero generale: di fronte a questi episodi, il governo si dimostra incerto e incapace di prendere alcuna decisione, venendo condannato dalla Camera dei Deputati.

### 1901
- 4 febbraio - Giovanni Giolitti in un discorso alla Camera si smarca ufficialmente dal governo Saracco.
- 6 febbraio - Un emendamento presentato dal deputato sonniniano Edoardo Daneo che conteneva un'esplicita mozione di sfiducia al governo ottiene l'approvazione della Camera con 318 favorevoli (102 contrari, 6 astenuti, 92 non votanti); di conseguenza, il Presidente del Consiglio si dimette dinnanzi al Re. Questi dunque, accettatele, conferisce l’incarico a Giuseppe Zanardelli. Nonostante il capo della maggioranza fosse Sidney Sonnino, la scelta ricadde su questi, sebbene si trovasse in minoranza nel Parlamento, per almeno tre motivi: poiché era l'espressione di quella sinistra liberale che stava vincendo la crisi di fine secolo, era l'unico politico non "sovversivo" che poteva contare su aperture dei socialisti ed infine aveva l'esplicito appoggio di Giovanni Giolitti.
- 15 febbraio - Con il giuramento del nuovo esecutivo termina ufficialmente l’esperienza di governo.